# Флаг Сабы
Флаг Сабы — флаг специального муниципалитета Королевства Нидерландов Саба. Флаг создан на конкурсной основе и был учреждён 6 декабря 1985 года как флаг островной территории Нидерландских Антильских островов остров Саба.

## Описание
Сочетание красного, белого и синего цветов на флаге напоминает об исторических и политических связях с Нидерландами и федерацией Нидерландских Антил. Кроме того, красный цвет символизирует единство, мужество и решительность местных жителей, а синий — Карибское море.
Пятиконечная звезда обозначает остров Саба, а её жёлтый цвет — природные красоты и богатства острова, а также то, насколько он дорог и мил сердцу каждого островитянина.